# Matias Damásio
Matias Damásio (Benguela, 9 de maig de 1982) és un músic angolès que compon i executa música popular i romàntica.

## Biografia
Va néixer a Benguela, Matias Damásio marxa a Luanda a buscar millors condicions de vida.
Començà la seva carrera en 2000, cantant en festivals religiosos, participant per primer cop en un concurs de televisió, Estrelas no Palco, on va quedar entre els dotze finalistes. Posteriorment participà juntament amb la banda Maravilha i João Alexandre en el concurs Domingão Coca-Cola, aconseguint el segon lloc.
Em 2003 va guanyar a la gala À Sexta-feira, de la Televisão Pública de Angola interpretant el tema "Mãe querida". També va guanyar el Festival da Canção de Luanda i el Festival de Música Popular Angolana (variant).
L'octubre de 2007 va guanyar amb el tema "Porquê" en la dissetena edició del "top dos mais queridos", promoguda per la Rádio Nacional de Angola.
En febrer de 2016 va guanyar el Top Rádio Luanda 2015, organitzat a la badia de Luanda. També va assolir un gran èxit a Portugal amb el tema Loucos, una col·laboració amb el vocalista del grup portuguès HMB, Héber Marques. Loucos arribà al número 3 del top portuguès de singles i va quedar segon del top portuguès de descàrregues. En maig de 2017 el videoclip del tema ja acumulava 26 milions de visualitzacions a YouTube.
En gener de 2017 va guanyar, juntament amb la cantant angolesa Ariovalda Eulália Gabriel (Ary) en la divuitena edició del top Rádio Luanda, al complex del Clube dos Caçadores. L'11 de març de 2017 es va estrenar en concert a Moura (Baixo Alentejo). El 2 d'agost també participà en l'edició de 2017 del MEO Sudoeste.